# Matthew Busche
Matthew Busche (Wauwatosa, Wisconsin, 9 mei 1985) is een Amerikaans voormalig wielrenner. Busche reed onder meer voor Trek Factory Racing en Team RadioShack.

## Carrière
Busche werd in 2009 vijfde in de Amerikaanse kampioenschappen op de weg voor elite, het was zijn eerste jaar als prof. Busche kreeg redelijk wat aanzien, nadat hij van een amateurploeg naar de continentale ploeg Kelly Benefit Strategies ging en binnen 1 jaar bij Team RadioShack van Lance Armstrong in de UCI ProTour reed. In zijn eerste seizoen in de UCI ProTour eindigde hij als derde in de Ronde van Denemarken. In 2011 en 2015 werd hij Amerikaans kampioen op de weg.
Busche was begonnen als crosser en was ook een goede atleet. Hij was tweemaal All-American in het cross country fietsen en deed eenmaal mee aan de nationale kampioenschappen Steeplechase (3000 m).
Eind 2016 maakte hij op 31-jarige leeftijd bekend een einde te maken aan zijn wielerloopbaan.

## Overwinningen
2011
- Amerikaans kampioen op de weg, Elite

2012
- Ploegenklassement Ronde van Californië

2015
- Amerikaans kampioen op de weg, Elite

## Resultaten in voornaamste wedstrijden
| Jaar | Ronde van Italië | Ronde van Frankrijk | Ronde van Spanje |
| ---- | ---------------- | ------------------- | ---------------- |
| 2010 |                  |                     |                  |
| 2011 |                  |                     | 113e             |
| 2012 |                  |                     |                  |
| 2013 |                  |                     | 64e              |
| 2014 |                  | 98e                 |                  |
| 2015 |                  |                     |                  |

| Jaar | Amstel Gold Race | Luik-Bast.‑Luik | Ronde van Lombardije | Parijs-Tours | Waalse Pijl |  | WK op de weg |  | Wereldranglijsten |
| ---- | ---------------- | --------------- | -------------------- | ------------ | ----------- |  | ------------ |  | ----------------- |
| 2010 |                  | 131e            | opgave               | 89e          |             |  |              |  |                   |
| 2011 | 88e              | 86e             | opgave               | opgave       | 115e        |  | 157e         |  |                   |
| 2012 |                  |                 |                      | 112e         |             |  | opgave       |  |                   |
| 2013 | 65e              | 69e             | opgave               |              | 52e         |  | opgave       |  | 188e (UWT)        |
| 2014 | 80e              | 81e             |                      |              | 112e        |  |              |  |                   |
| 2015 |                  |                 |                      |              |             |  |              |  |                   |

## Ploegen
- 2009-Kelly Benefit Strategies (vanaf 28/08)
- 2010-Team RadioShack
- 2011-Team RadioShack
- 2012-RadioShack-Nissan-Trek
- 2013-RadioShack-Leopard
- 2014-Trek Factory Racing
- 2015-Trek Factory Racing

Armstrong ·
Beppu ·
Bewley ·
Brajkovič ·
Busche ·
Hermans ·
Horner ·
Impey ·
Irizar ·
Fuyu (tot 30/04) ·
Klöden ·
Leipheimer ·
Lequatre ·
Machado · 
McCartney ·
Moeravjov ·
Paulinho ·
Popovytsj ·
Rast ·
Rosseler ·
Rovny ·
Rubiera ·
Selander ·
Steegmans ·
Vaitkus ·   
Zubeldia ·
Avery (stagiair) ·
Phinney (stagiair) ·
Sergent (stagiair) 
Armstrong (tot 16/02) ·
Beppu ·
Bewley ·
Brajkovič ·
Busche ·
Cardoso ·
Deignan ·
Hermans ·
Horner ·
Hunter ·
Irizar ·
King ·
Klöden ·
Kwiatkowski ·
Leipheimer ·
Lequatre ·
Machado · 
McCartney ·
McEwen ·
Moeravjov ·
Oliveira ·
Paulinho ·
Popovytsj ·
Rast ·
Rosseler ·
Rovny ·
Selander ·
Sergent ·
Zubeldia ·
Bennett (stagiair) ·
Parker (stagiair) ·
Sjaloenov (stagiair) 
Bakelants ·
Bennati ·
Bennett ·
Busche ·
Cancellara   ·
Didier ·
Fuglsang ·
Gallopin ·
Gerdemann ·
Hermans ·
Horner ·
Irizar ·
King ·
Klöden ·
Machado ·
Monfort ·
Nizzolo ·
Oliveira ·
Popovytsj ·
Posthuma ·
Rast ·
Rohregger · 
Roulston ·
A. Schleck ·
F. Schleck ·
Sergent ·
Voigt ·
Wagner ·
Zaugg ·
Zubeldia
Bakelants ·
Bennett ·
Busche ·
Cancellara ·
Devolder ·
Didier ·
Gallopin ·
Hermans ·
Hondo ·
Horner ·
Irizar ·
Jungels ·
King ·
Kišerlovski ·
Klöden ·
Machado ·
Monfort ·
Nizzolo ·
Oliveira ·
Popovytsj ·
Rast ·
Rohregger · 
Roulston ·
A. Schleck ·
F. Schleck ·
Sergent ·
Voigt ·
Zubeldia
Alafaci · Arredondo · Beppu · Busche · Cancellara · Devolder · Didier · Felline · Hondo · Irizar · Jungels · Kišerlovski · Nizzolo · Popovytsj · B. van Poppel · D. van Poppel · Rast · Roulston · A. Schleck · F. Schleck · Sergent · Silvestre · Stuyven · Vandewalle · Voigt · Watson · Zoidl · Zubeldia · Chevrier (stagiair) · Eastman (stagiair) · Kirsch (stagiair)
Alafaci · Arredondo · Beppu · Busche · Cancellara · Coledan · Devolder · Didier · Felline · Irizar · Jungels · McConnell · Mollema · Nizzolo · Popovytsj · B.van Poppel · D.van Poppel · Rast · Roulston · Schleck · Sergent · Silvestre · Steegmans · Stuyven · Vandewalle · Watson · Zoidl · Zubeldia · Basso (stagiair) · Bernard (stagiair) · Rekita (stagiair)